# Фототипско издање Мирослављевог јеванђеља
Фототипска издања Мирослављевог јеванђеља су штампана у три издања и представљају факсимил најстарије српске ћириличне књиге, Мирослављевог јеванђеља.

## Прво издање
Прво фототипско издање Мирослављевог јеванђеља је настало у Бечу, 1897. године. Издавач је био краљ Александар I Обреновић, привређивач је био Љубомир Стојановић, док је припрему вршио Царски и краљевски, дворски, уметнички фотографски завод Ангерера и Гешла у Бечу. Штампано је у 300 примерака. Средства која је обезбедио краљ Александар први Обреновић била су довољна да се уради 40 страница у пуном формату и боји, док је преосталих 320 страница штампано у упола мањој димензији и у црвеној и црној боји.

## Друго издање
Друго фототипско издање Мирослављевог јеванђеља је настало сарадњом Београда и Јоханезбурга 1998. године. Приређивачки рад на издању почео је 1993. а штампа је завршена 28. јуна 1998 у Јоханезбургу, Јужна Африка. На издању је радио читав тим људи и сарадника: уредника, историчара, византолога, конзерватора, технолога, штампарских и графичких мајстора, уметника и занатлија. Издавачи су били АИЗ Досије и ЈП Службени лист СРЈ у сарадњи са САНУ, док су приређивачи били Вељко Топаловић, Душан Мрђеновић и Бранислав Бркић. Штаман је у 300 примерака у Јоханезбургу. Ово је издање је први факсимил у пуном колору у историји издаваштву. У Музеју књига Удружења Адлигат чувају се оригинали Забране и Споразума, којим је издање легализовано. Издање су откупиле неке од највећих библиотека света попут Конгресне библиотеке, Британске библиотеке, Александријске библиотеке, библиотеке Јејла, Харварда, Принстона и многим других универзитета. Издање се може наћи и у манастиру Хиландар, Острог, Савина, цркви Светог Саве у Лондону, цркви Светог Саве у Паризу, Светог Јована Крститеља у Сан Франциску и другим. На основу овог издања, Унеско је, 2005. године, уврстио Мирослављево јеванђеље у „Памћење света”, међу тада, 120 највреднијих докумената у историји. Редитељ Бошко Савковић је током 2006. и 2007. године, на основу пратеће књиге Мирослављево јеванђеље − историјат снимио документарни серијал „У почетку беше реч”. Серијал је снимљен на просторима од Петрограда до Јоханезбурга и широм Европе.
На овом издању је Александар Вучић полагао заклетву за председника Републике Србије.
У Београду је, 29. фебруара 2000. године, одржана велика промоција овог издања у сали Српске академије наука и уметности.

## Треће издање
Треће фототипско издање Мирослављевог јеванђеља је настало 2019. године. Издавачи су били АИЗ Досије и Miroslav Evangelium – International Manuscript Fund у Бечу, Музеј књига и путовања Адлигат у Београду и Митрополија црногорско-приморска. Привређивачи су били Вељко Топаловић, Душан Мрђеновић и Бранислав Бркић. Штампано је у Аустрији у 300 примерака. Период израде је трајао три године, од 2016. до 2019. године, док ће повезивање трајати до 2035. године (потребно је 15 радних дана по једном примерку). Циљ овог издања је била верна репродукција осликавања на злату у иницијалима Мирослављевог јеванђеља. Ово издање се назива и Златни факсимил Мирослављевог јеванђеља.

## Галерија
- Фототипско издање МЈ
- Страница из јеванђеља
- Минијатура
- Минијатура
- Минијатура
- Минијатура
- Минијатура
- Минијатура
- Минијатура